# Njáll Þorgeirsson
Njáll Þorgeirsson (Thorgeirsson, 930-1011) fue un hombre de leyes y consejero islandés que vivió en Bergþórshvoll, Húsagarður, Stóruvellir, Rangárvallasýsla, y es uno de los protagonistas de la extensa saga de Njál que lleva su nombre, una obra medieval que pertenece a las sagas islandesas, de hecho se considera la más importante de todas ellas por algunos historiadores.
Njáll era hijo del colono noruego Þorgeir gollnir Ófeigsson, Su abuelo paterno Ófeigur, se enemistó con el rey de Noruega, por lo que decidió irse, pero cuando ya había preparado su marcha y estaba a punto de dejar el reino, los aliados del rey le mataron. Tras este acontecimiento, su abuela, sus hijos y su hermano se dirigieron a Islandia. La saga de Njál no es uno de los escritos más importantes sobre acontecimientos de la época ya que se contradice a menudo con otras fuentes, entre ellas el Landnámabók (libro de los asentamientos) que se considera más fiable.
Njáll casó con Bergþóra Skarphéðinsdóttir. Se le ha descrito como un hombre amable, bien posicionado, calmado y de gran porte, pero imberbe, ya que sufría una enfermedad que le impedía tener vello facial. Fue un gran hombre de leyes —supuestamente sin igual en sabiduría y capacidad de predicción— y solucionaba los problemas de cualquiera que pidiera su mediación y consejo. Fue íntimo amigo del vikingo Gunnar Hámundarson de Hlíðarendi.
Sus hijos Helgi y Grim Njalsson se vieron inmersos en una amarga disputa de profunda enemistad, con el clan de Thrain Sigfusson, participando en la emboscada y asesinato de Thrain de manos de otro hijo de Njáll, Skarphedin Njalsson. Hacia 1010, los aliados de Thrain y familiares, liderados por Flosi Þórðarson, atacaron Bergþórshvoll y quemaron la hacienda (hús-brenna). Njáll era un hombre anciano y se le ofreció la rendición e irse del lugar, pero se negó y junto a su esposa Bergthora y el nieto de ambos Thord Karason (hijo del vikingo Kári Sölmundarson, el personaje que protagonizaría luego la sangrienta venganza que duraría años), rechazaron la oferta de rendición de Flosi y murieron, — la saga de Njál se la ha llamado también Brennu-Njáls saga, que significa «la saga de la quema de Njáll».

## Legado
Njáll tuvo una primera relación con Hródný Höskuldsdóttir (n. 935), con quien tuvo un hijo, Höskuldur Njálsson (n. 962), que sería padre de Ámundi blindur Höskuldsson (apodado el ciego, n. 990).
De su segunda relación con Bergþóra Skarphéðinsdóttir (n. 940), nacieron seis hijos:
1. Skarphedin Njalsson estaba casado con Þórhildur Hrafnsdóttir (n. 969).[11]
2. Þorgerður Njálsdóttir (n. 968) estaba casada con Ketill Sigfússon (n. 963), hijo menor de Sigfús Sigmundsson.
3. Ungfrú Njálsdóttir (n. 972).
4. Helgi Njálsson (n. 974), estaba casado con Þórhalla Ásgrímsdóttir (n. 988), hija de Ásgrímur Elliða-Grímsson.
5. Grímur Njálsson (n. 978).
6. Helga Njálsdóttir (980 - 1016), estaba casada con Kári Sölmundarson.